# 斯普林布拉夫 (密蘇里州)
斯普林布拉夫（英語：Spring Bluff）是位於美國密蘇里州富蘭克林縣的非建制地區。

## 歷史
斯普林布拉夫的郵局於1872年設立，其後於1933年停運。

## 地理
斯普林布拉夫所處的海拔為高於海平面277米（即909英呎），而該地所採用的時區為UTC-6，即北美中部時區（CST）。同時該地設有夏令時間，為UTC-6調快一小時，即UTC-5（CDT）。